# 이태곤 (배우)
이태곤(1977년 11월 27일 ~ )은 대한민국의 배우이다.

## 생애
1998년 패션 모델로 데뷔하기 전 배우 공정환에게 모델 교육을 받았다. 2005년 텔레비전 연기자 정식 데뷔하였으며 대표작에는 TV 드라마 《하늘이시여》, 《겨울새》 등이 있다.
조교 생활로 군복무를 마친 후 체육을 공부한 경험을 살려 수영 강사로 활동했다. 광고 모델로도 활동하였으며 2005년부터 SBS 드라마 《하늘이시여》로 배우 데뷔를 해서 구왕모 역을 맡아 윤정희와 호흡을 맞추었고 SBS는 해당 작품의 후속으로 《101번째 프러포즈》를 내보낼 계획이었으나 《하늘이시여》의 연장에 따라 월화 미니시리즈로 편성이 변경됐으며 당시 《101번째 프러포즈》자리에는 《연개소문》이 대타로 들어갔고 상황이 이렇다 보니 본인(이태곤)이 이 작품에서 9~10회부터 청년 연개소문 역을 맡기도 했다.

## 출연 작품

### 드라마
- 2005년 SBS 주말극장 《하늘이시여》 - 구왕모 역
- 2006년 SBS 주말극장 《연개소문》 - 청년 연개소문 역
- 2007년 MBC 주말 특별기획 드라마 《겨울새》 - 정도현 역
- 2008년 MBC 《내 인생의 황금기》 - 박동환 역
- 2009년 메가TV 《미스터리 형사》 - 이한 역
- 2009년 MBC 주말 특별기획 드라마 《보석비빔밥》 - 서영국 역
- 2010년 MBC 《황금물고기》 - 이태영 역
- 2011년 KBS1 《광개토태왕》 - 광개토태왕 역
- 2013년 SBS 일일드라마 《잘 키운 딸 하나》 - 한윤찬 / 설윤찬 역
- 2021년 TV조선 주말 미니시리즈 《결혼작사 이혼작곡》 - 신유신 역
- 2021년 TV조선 주말 미니시리즈 《결혼작사 이혼작곡 2》 - 신유신 역

## 연기 외 활동

### 방송
- 2010년 MBC 《무릎팍도사》
- 2010년 SBS 《강심장》
- 2012년 SBS 《정글의 법칙 in 시베리아》
- 2013년 KBS2 《엄마가 있는 풍경 마마도》
- 2014년 MBC 《나 혼자 산다》
- 2015년 SBS 《정글의 법칙 히든킹덤》
- 2016년 SBS 《정글의 법칙 in 파푸아 뉴기니》
- 2017년 KBS2 《배틀트립》
- 2017년 SBS 《정글의 법칙 in FIJI》
- 2017년, 2021년 MBC 《황금어장 라디오스타》
- 2017년 JTBC 《냉장고를 부탁해》
- 2017년 채널A 《개밥 주는 남자 시즌 2》
- 2018년 MBC 스포츠플러스 《7전 8큐》
- 2019년 SBS 《정글의 법칙 in 북마리아나 제도》
- 2019년 SBS 《전설의 빅피쉬》
- 2019년 SBS 《정글의 법칙 in 추크》
- 2020년 TVN 《수미네 반찬》
- 2020년 채널 A 《도시어부》
- 2021년 TVN 《칼의 전쟁》
- 2022년 SBS《신발벗고 돌싱포맨》
- 2022년 KBS2 《주접이 풍년》
- 2022년 KBS2 《신상출시 편스토랑》
- 2022년~2023년 KBS1 《중견만리 시즌 4》
- 2024년 KBS2 《살림하는 남자들》

### 광고
- 2002년 현대해상 하이카 서비스
- 2003년 한국투자증권 와이즈클럽
- 2003년 SK텔레콤 스피드011
- 2004년 한국관광공사 한국관광카드
- 2004년 GM대우 마이너스할부
- 2004년 동아제약 박카스
- 2005년 신한금융지주회사
- 2005년 롯데제과 자일리톨 휘바
- 2006년 안국약품 토비콤 에스
- 2018년 패션그룹 형지 ‘윌비(Will be)’
- 2018년 버팔로 ‘아오맥스
- 2018년 코웰패션 낚시 아웃도어 브랜드 ‘FTV’

### 홍보대사 활동
- 2009년 KICC 그린홍보대사

## 별명
고라니,킹태곤,고니,망태곤

## 수상 및 후보
| 연도 | 시상식                       | 부문                           | 작품            | 결과 |
| ---- | ---------------------------- | ------------------------------ | --------------- | ---- |
| 2005 | SBS 연기대상                 | 뉴스타상                       | 하늘이시여      | 수상 |
| 2006 | 제4회 한국패션월드어워드     | 탤런트부문 베스트드레서상      | 빈칸            | 수상 |
| 2010 | MBC 연기대상                 | 연기자 부문 PD상               | 황금물고기      | 수상 |
| 2011 | 제19회 대한민국 문화연예대상 | 아츠뉴스대상                   |                 | 수상 |
| 2011 | 제19회 대한민국 문화연예대상 | 드라마부문 연기대상            | 광개토대왕      | 수상 |
| 2011 | KBS 연기대상                 | 장편드라마부문 우수연기상      | 광개토대왕      | 수상 |
| 2014 | SBS 연기대상                 | 장편드라마부문 남자 우수연기상 | 잘 키운 딸 하나 | 후보 |
| 2019 | SBS 연예대상                 | SBS 챌린저상                   | 정글의 법칙     | 수상 |